# Spa (A963)
Pour les articles homonymes, voir Spa.
Le Spa (A963) est l'ancien dragueur de mines côtier de type MSC (Mine Sweeper Coast) M927 Spa construit au chantier naval J. Boël & Zonen à Temse en Belgique.

Sa ville marraine est Spa depuis le 19 mars 1958.

## Histoire
Ce navire qui a d'abord servi dans la Force Navale de l'armée belge de 1955 à 1958 comme dragueur de mines côtier sous le numéro de coque M927 puis M927 Spa de 1958 à 1978.

En 1978 il a été transformé en navire de transport de munitions pour les frégates en service avec le numéro de coque A963.

En 1993, il est retiré du service. 
Il est vendu à des hollandais et est renommé AMS 60 Bernisse . Basé à Hellvoetsluis navigue toujours depuis grâce à une association de sauvegarde du patrimoine maritime.

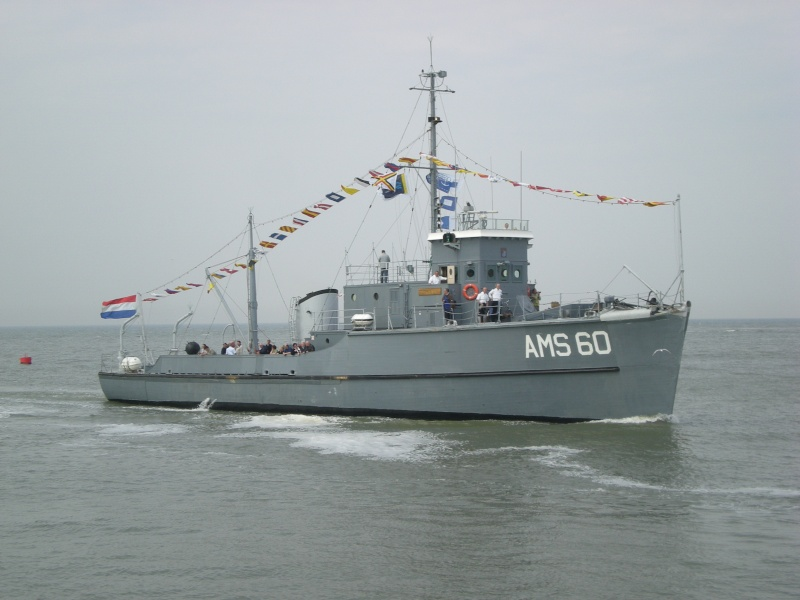
Le AMS60 Bernisse

## Note et référence
1. ↑  AMS 60 Bernisse sur site belgian-navy
2. ↑  site msbernisse.nl